# Максіміліано Герреро
Максіміліано Герреро (ісп. Maximiliano Guerrero; нар. 15 січня 2000, Ла-Серена) — чилійський футболіст, нападник клубу «Універсідад де Чилі» та національної збірної Чилі.
Виступав також за клуб «Депортес Ла-Серена».

## Клубна кар'єра
Народився 15 січня 2000 року в Ла-Серені. Вихованець юнацьких команд місцевого «Депортес Ла-Серена» та «Універсідад де Чилі».
У дорослому футболі дебютував 2019 року виступами на правах оренди за «Депортес Ла-Серена», в якій того року взяв участь в одному матчі чемпіонату. Наступного року на аналогічних засадах захищав кольори «Рейнджерс» (Талька).
2021 року повернувся до «Депортес Ла-Серена», вже на умовах повноцінного контракту. Відтоді відіграв за команду із Ла-Серени наступні три сезони своєї ігрової кар'єри. Більшість часу, проведеного у «Депортес Ла-Серена», був основним гравцем атакувальної ланки команди.
2024 року знову перебрався до «Універсідад де Чилі».

## Виступи за збірні
2017 року дебютував у складі юнацької збірної Чилі (U-17), загалом на юнацькому рівні взяв участь у 2 іграх.
2023 року залучався до складу молодіжної збірної Чилі. На молодіжному рівні зіграв у 5 офіційних матчах, забив 2 голи.
2023 року дебютував в офіційних матчах у складі національної збірної Чилі. У складі збірної був учасником розіграшу Кубка Америки 2024 року у США, де, утім, на поле не виходив.
| Дата       | Місто       | Господарі | Результат | Гості    | Турнір            | Голи | Примітки |
| ---------- | ----------- | --------- | --------- | -------- | ----------------- | ---- | -------- |
| 16-11-2023 | Сантьяго    | Чилі      | 0 – 0     | Парагвай | Відбір до ЧС 2026 | -    | 78'      |
| 15-10-2024 | Барранкілья | Колумбія  | 4 – 0     | Чилі     | Відбір до ЧС 2026 | -    | 60'      |
| Усього     |             | Матчів    | 2         |          | Голів             | 0    |          |

## Титули та досягнення
- Володар Кубка Чилі (1):

«Універсідад де Чилі»: 2024